# دوري السوبر السلوفاكي 1993–94
دوري السوبر السلوفاكي 1993-94 (بالسلوفاكية: 1. slovenská futbalová liga 1993/1994)‏ هو الموسم 1 من  دوري السوبر السلوفاكي. أشرف على تنظيمه اتحاد سلوفاكيا لكرة القدم، وكان عدد الأندية المشاركة فيه  12، وفاز فيه نادي سلوفان براتيسلافا.